# Mistrzostwa świata w socca
Mistrzostwa świata w socca, Mistrzostwa świata w piłce nożnej sześcioosobowej mężczyzn (ang. Socca World Cup) – rozgrywki sportowe, cyklicznie organizowane przez International Socca Federation (ISF) dla krajowych minifutbolowych reprezentacji z całego świata. Zwycięzca tych rozgrywek zdobywa tytuł mistrza świata.

## Historia
Pierwszy turniej odbył się w 2018 w Portugalii. Uczestniczyło w nim 32 drużyny. Turniej 2019 został rozegrany na Krecie. Zadecydowano, że turniej będzie grany co dwa lata, jednak z powodu pandemii COVID-19 został rozegrany w 2022 roku na Węgrzech.

## Mistrzostwa świata w piłce nożnej sześcioosobowej mężczyzn
| Rok  | Organizator         | T |           | Finał      | Finał        | Finał       |       | Mecz o 3 miejsce | Mecz o 3 miejsce | Mecz o 3 miejsce |  | Uwagi                   |
| Rok  | Organizator         | T | Zwycięzca | Wynik      | Finalista    | III miejsce | Wynik | IV miejsce       |                  |                  |  | Uwagi                   |
| 2018 | Portugalia, Lizbona | 1 |           | Niemcy     | 1:0          | Polska      |       | Rosja            | 2:1              | Portugalia       |  | 32 drużyny w 8 grupach  |
| 2019 | Grecja, Retimno     | 1 |           | Rosja      | 3:2          | Polska      |       | Grecja           | 2:1              | Mołdawia         |  | 32 drużyny w 8 grupach  |
| 2022 | Węgry, Budapeszt    | 1 |           | Brazylia   | 3:0          | Kazachstan  |       | Polska           | 3:1              | Niemcy           |  | 42 drużyny w 8 grupach  |
| 2023 | Niemcy, Essen       | 1 |           | Kazachstan | 2:2 (k. 2:1) | Ukraina     |       | Meksyk           | 2:0              | Chorwacja        |  | 44 drużyny w 11 grupach |
| 2024 | Oman, Maskat        | 1 |           | Oman       | 1:1 (k. 1:0) | Kazachstan  |       | Chorwacja        | 2:0              | Rumunia          |  | 40 drużyny w 8 grupach  |

## Medaliści
| Msc. | Państwo    | złoto | srebro | brąz |   |
| ---- | ---------- | ----- | ------ | ---- | - |
| 1.   | Kazachstan | 1     | 2      | 0    | 3 |
| 2.   | Rosja      | 1     | 0      | 1    | 2 |
| 3.   | Brazylia   | 1     | 0      | 0    | 1 |
| 3.   | Niemcy     | 1     | 0      | 0    | 1 |
| 3.   | Oman       | 1     | 0      | 0    | 1 |
| 6.   | Polska     | 0     | 2      | 1    | 3 |
| 7.   | Ukraina    | 0     | 1      | 0    | 1 |
| 8.   | Grecja     | 0     | 0      | 1    | 1 |
| 8.   | Meksyk     | 0     | 0      | 1    | 1 |
| 8.   | Chorwacja  | 0     | 0      | 1    | 1 |